# 常紋トンネル
常紋トンネル（じょうもんトンネル）は、北海道旅客鉄道（JR北海道）石北本線にある単線非電化の鉄道トンネルである。生田原駅と金華信号場の間にあり、紋別郡遠軽町と北見市とを結ぶ常紋峠下を通る。本トンネルの金華信号場側には2017年（平成29年）まで西留辺蘂側坑口付近に常紋信号場が存在した。

## 概要
1912年（明治45年）3月に湧別線常紋隧道として着工された。常紋という地名は、北見側（旧：留辺蘂町）の常呂郡と遠軽側（旧：生田原町）の紋別郡からつけられたものである。
同じ石北本線の石北トンネル（北見峠）同様、人気の全くないこの区間は同線の難所の一つであり、標高約347 m、全長507 mのトンネルを掘るのに36ヶ月を要し、1914年（大正3年）に開通した。

## タコ部屋労働と現代の人柱伝説

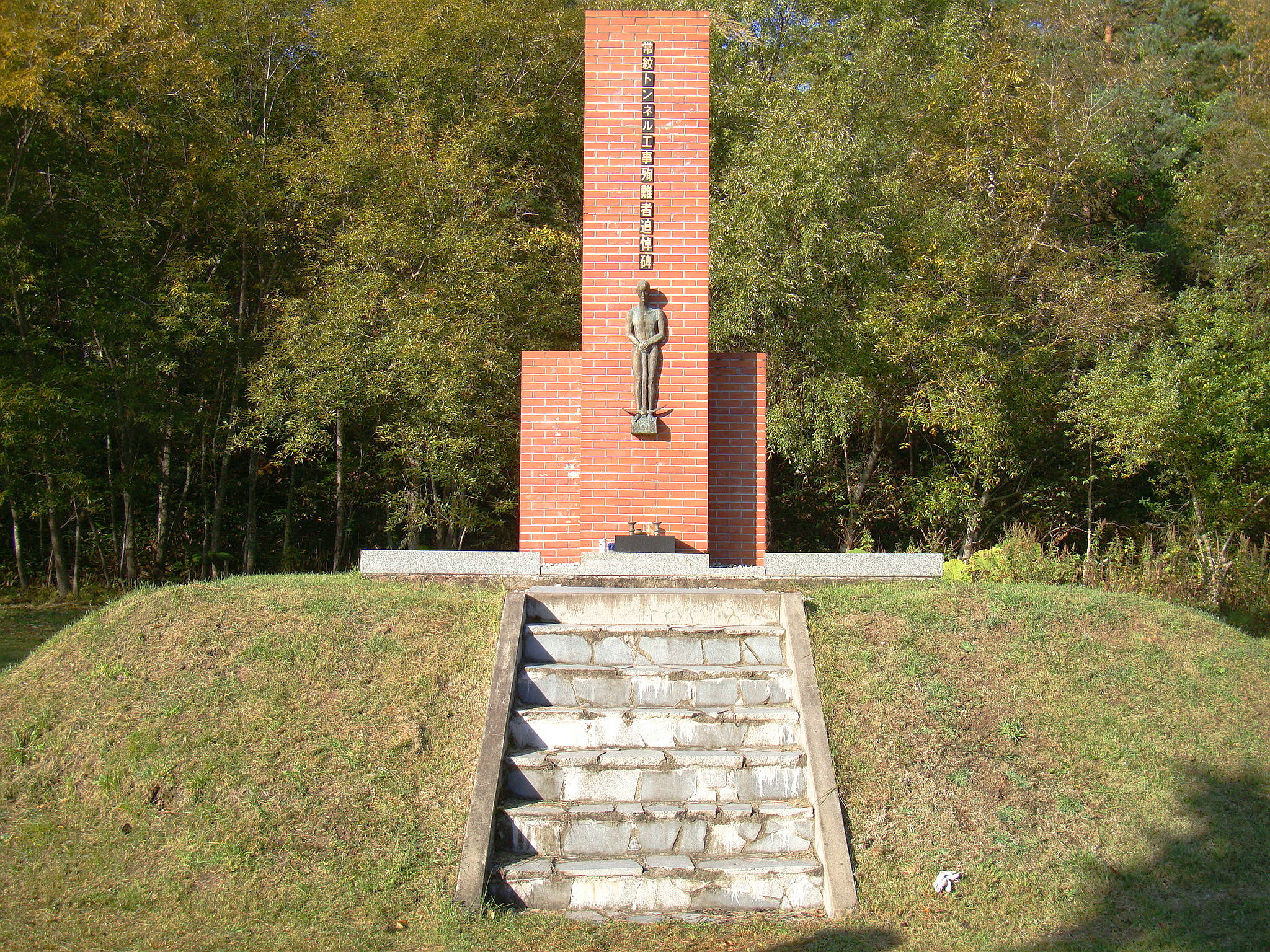
殉職者追悼碑

本トンネルは凄惨なタコ部屋労働で建設されたことでも有名である。本州から集められた「タコ」とよばれた労働者は、わずかな食事と過酷な労働から、1914年10月の工事完了までの間に100人を超える死者を出した。
施工当時、重労働と栄養不足による脚気から労働者は次々と倒れ、倒れた労働者は治療されることもなく暴行を受け、遺体は隧道や現場近くの山林に埋められたといわれる。これについては、山菜取りに来た近隣の住民が、人間の手や足の骨を拾ったという話もある。
開通後、トンネル内でしばしば急停車事故が起こったこともあり、日本国有鉄道（国鉄）中湧別保線区は当時の町長の協力を得て、1959年（昭和34年）に常紋トンネルから留辺蘂町側へ約1キロメートル進んだ箇所に慰霊目的として歓和地蔵尊（かんわじぞうそん）を作った。
その地蔵尊の裏側にある空き地からは、これまでおよそ50体の遺骨が国鉄職員の家族らによって発掘されており、毎年6月に供養祭を行っている。
監督の指示に従わなかったためにスコップなどで撲殺されたタコ労働者が、見せしめのためにトンネル内に人柱として立てられたという話が言い伝えられていたが、1968年（昭和43年）の十勝沖地震での壁面損傷に伴う改修工事を行ったところ、1970年（昭和45年）9月、常紋駅口から3つ目の待避所の拡張工事中に、レンガ壁から60センチメートルほど奥の玉砂利の中から、頭蓋骨に損傷のある人骨が発見され、人柱の伝説は事実であったことが明らかとなった。
ある保線区員は「みんなが『人柱』だといってました」「ほかにも埋まってる可能性があると思います」と語っている。
その後の発掘調査で、さらに10体の遺体が発見収容され、留辺蘂町共同墓地内の「常紋トンネル殉職者之墓」に納骨された。また1980年（昭和55年）11月、当時の留辺蘂町と追悼碑建立期成会によって、金華信号場西方の高台（金華小学校跡地）に石北本線を見下ろす形で「常紋トンネル工事殉難者追悼碑」が建てられた。

## 蒸気機関車撮影の名所
急勾配の地に作られた常紋信号場、および隣接する本トンネルは、かつてD51の重連や後補機が付く貨物列車の撮影・生録音の名所として鉄道ファンの間に広く知られた存在であった。当信号場には列車交換や待避のために停車する旅客列車があり、SLブーム当時とそれ以降、訪れる鉄道ファンの便宜を図り、付近に定住者がいないにもかかわらず客扱いが行われていた（仮乗降場も参照）。